# Yaba
Pour les articles homonymes, voir Yaba (homonymie).
Yaba est une commune située dans le département de Yaba, dont elle est le chef-lieu, de la province du Nayala au Burkina Faso.

## Santé et éducation
Yaba accueille un centre de santé et de promotion sociale (CSPS) tandis que le centre médical avec antenne chirurgicale (CMA) se trouve à Toma.